# Ridgeway

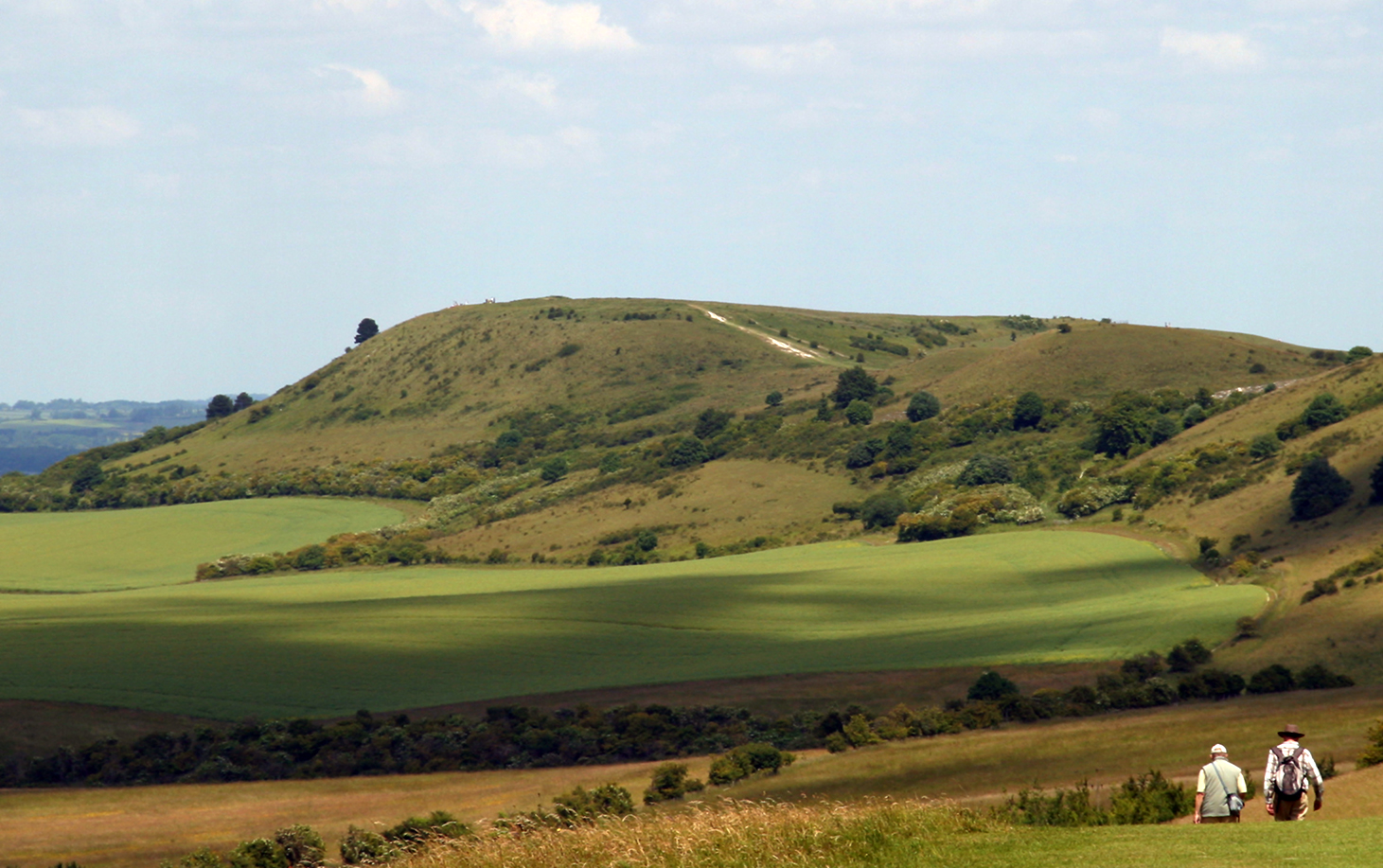
Ivinghoe Beacon (đầu phía đông đường mòn) nhìn từ Ridgeway lên phía bắc

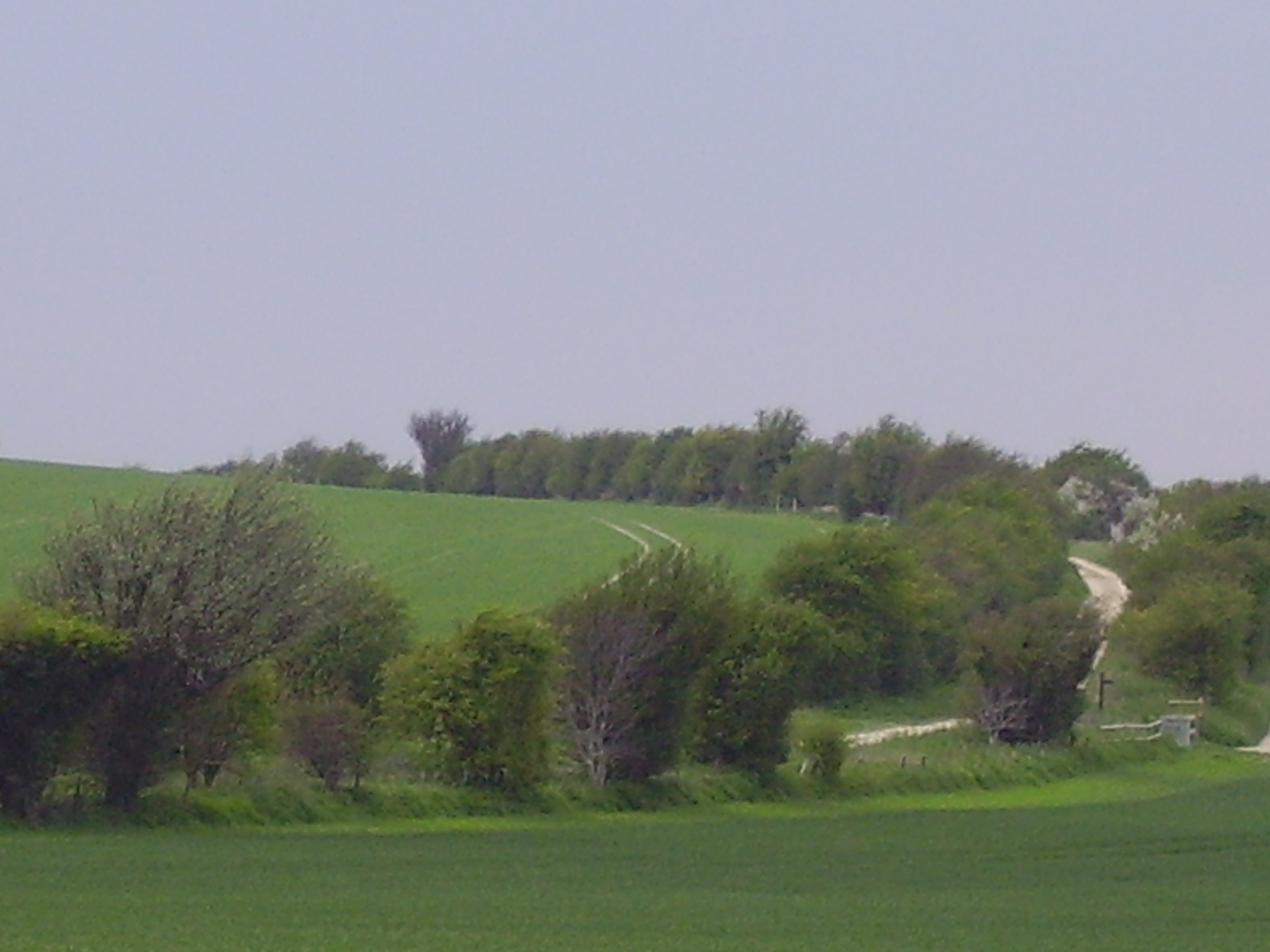
Đường cổ có cây trồng dọc theo ở nông thôn

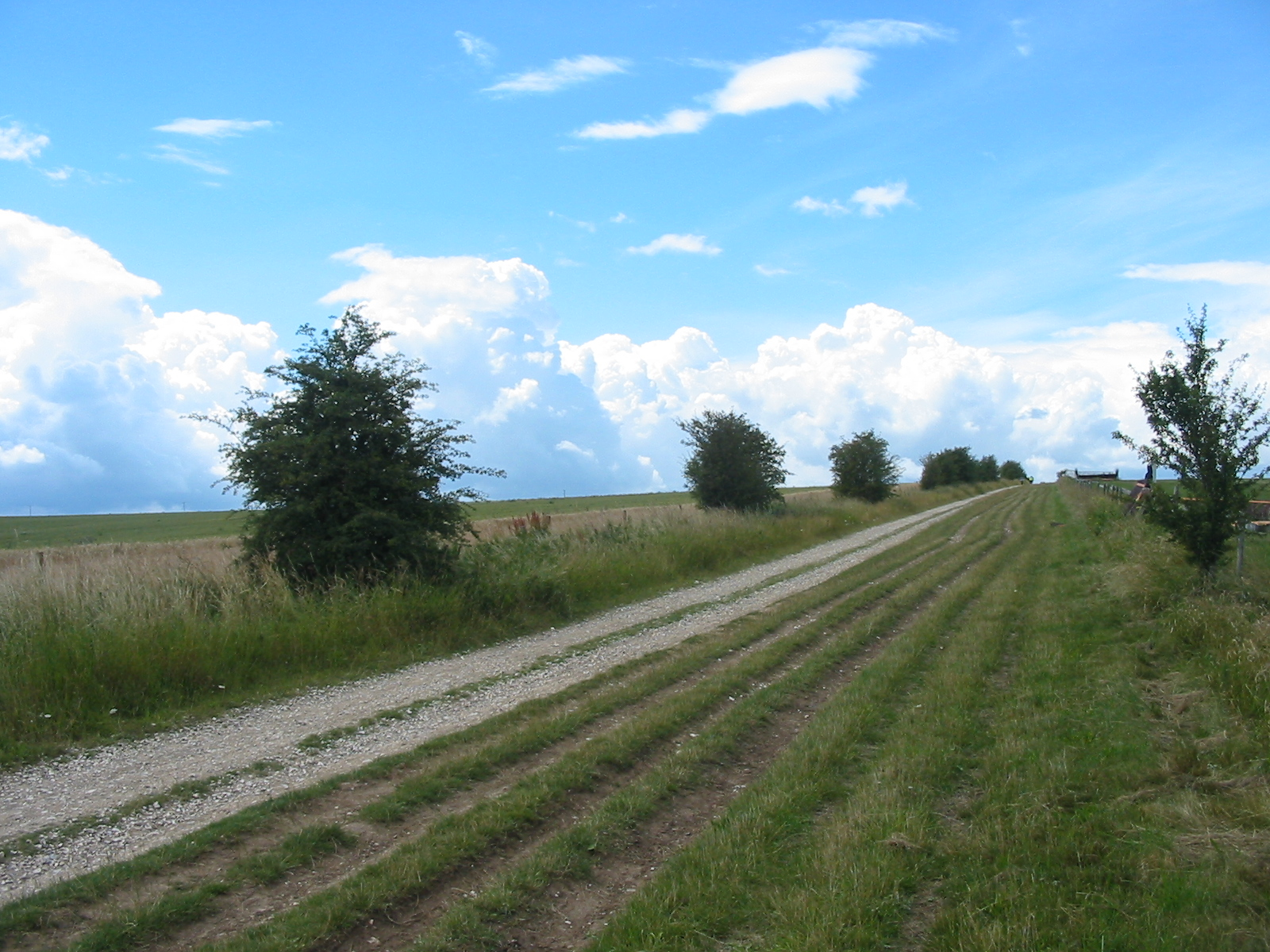
Ridgeway chạy qua vùng đồi thấp

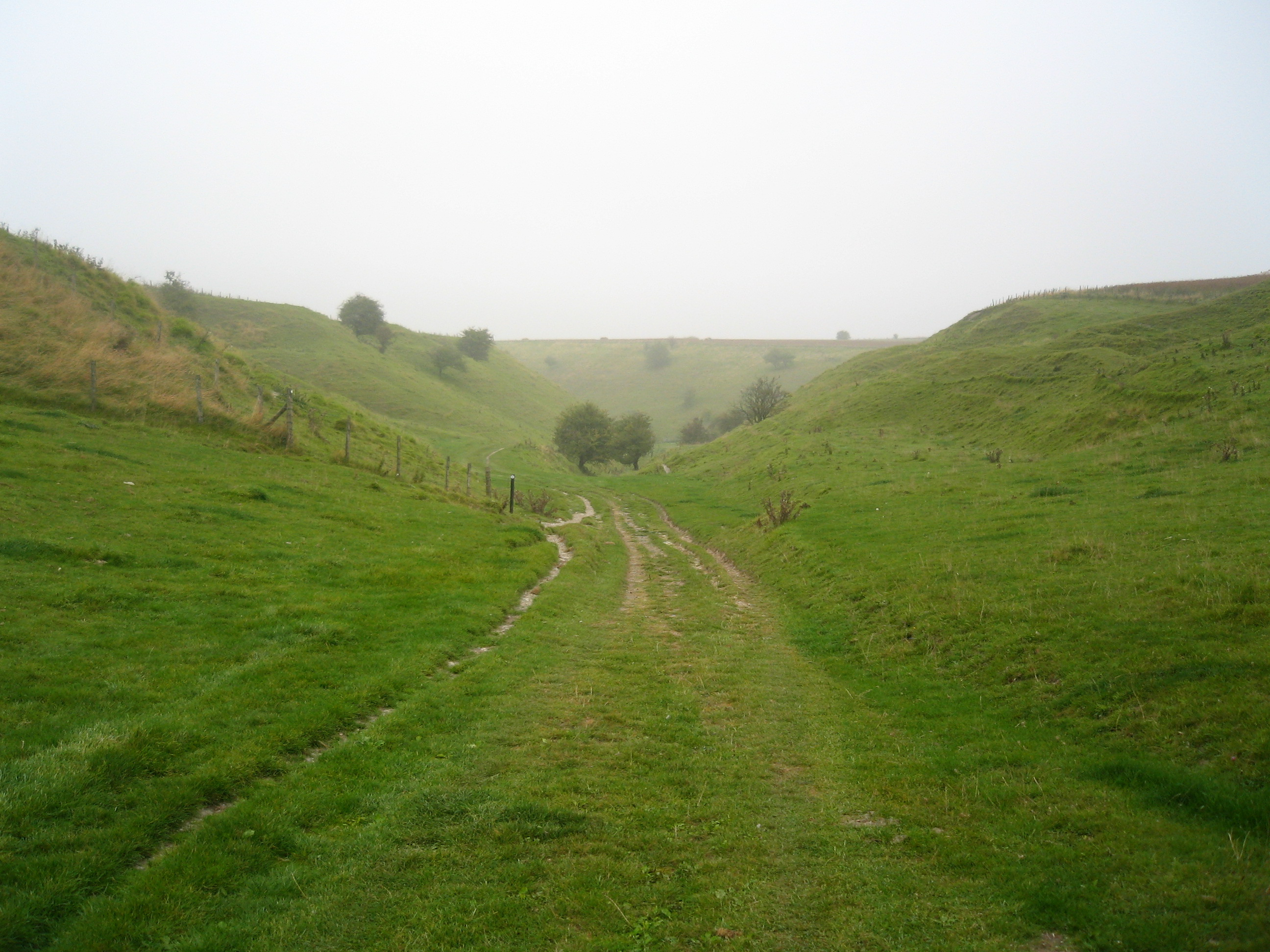
Đường từ Ridgeway tới Bishopstone, Wiltshire

Ridgeway là một đường mòn cổ, được mô tả là con đường lâu đời nhất của nước Anh. Đường này kéo dài từ Wiltshire dọc theo sườn núi đá phấn của Berkshire Downs tới sông Thames tại Goring Gap, một phần của Icknield Way mà chạy, từ đồng bằng Salisbury cho tới Đông Anglia. Tuyến đường được điều chỉnh và mở rộng như một con đường đi bộ quốc gia, tạo ra vào năm 1972. Con đường đi bộ quốc gia Ridgeway theo Ridgeway cổ đại từ Overton Hill, gần Avebury, tới Streatley, sau đó theo con đường Icknield Way cổ qua Chiltern Hills tới Ivinghoe Beacon ở Buckinghamshire. Con đường đi bộ quốc gia dài 87 dặm (140 km).

## Maps
- Annotated map of the Ridgeway
- Ridgeway National Trail. Published by Harvey Maps, UK.